# Областна
Областна́ (рос. Областная) — село в Увинському районі Удмуртії, Росія.

## Населення
Населення — 334 особи (2010; 424 в 2002).
Національний склад станом на 2002 рік:
- росіяни — 74 %

## Урбаноніми[3]
- вулиці — Азіна, Деповська, Лінійна, Механізаторів, Набережна, Північна, Спорту, Трактова, Хутірська